# 趙建國 (海軍)
趙建國（1969年—），中華民國海軍少將，現任國防部整合評估司少將副司長，曾任國防大學海軍學院少將院長、國防部參謀總長室少將參謀主任、海軍二五六戰隊少將戰隊長、海軍司令部計畫處上校副處長、海龍軍艦上校艦長、昆明軍艦上校艦長。畢業於海軍官校正期80年班、國防大學指參學院、國防大學戰爭學院、政治大學國際事務與戰略碩士，2016年晉升少將至今。